# Плавання на Чемпіонаті Європи з водних видів спорту 2021 — естафета 4x100 метрів вільним стилем (чоловіки)
Змагання з плавання в естафеті 4x100 метрів вільним стилем серед чоловіків на Чемпіонаті Європи з водних видів спорту 2021 відбулися 17 травня.

## Рекорди
|                   | Країна  | Час     | Місто  | Дата           |
| ----------------- | ------- | ------- | ------ | -------------- |
| Світовий рекорд   | США     | 3:08.24 | Пекін  | 11 серпня 2008 |
| Рекорд Європи     | Франція | 3:08.32 | Пекін  | 11 серпня 2008 |
| Рекорд чемпіонату | Франція | 3:11.64 | Берлін | 18 серпня 2014 |

## Результати[1]

### Попередні запливи
| Місце | Заплив | Доріжка | Країна          | Плавці | Час     | Примітки |
| ----- | ------ | ------- | --------------- | --- | ------- | -------- |
| 1     | 2      | 6       | Італія          | Алессандро Мірессі (47.95) Мануель Фріго (48.05) Леонардо Деплано (48.87) Лоренцо Заззері (47.98)                               | 3:12.85 | Q        |
| 2     | 2      | 7       | Сербія          | Велімір Степанович (49.25) Урош Ніколич (48.68) Андрей Барна (47.74) Нікола Ачин (48.24)                                        | 3:13.91 | Q        |
| 3     | 2      | 2       | Велика Британія | Меттью Річардс (49.12) Джеймс Гай (48.15) Джейкоб Вайтл (48.43) Джо Лайтфілд (48.59)                                            | 3:14.29 | Q        |
| 4     | 2      | 4       | Росія           | Андрій Жилкін (48.93) Михайло Вековіщев (48.42) Іван Гірев (48.54) Євген Рилов (48.61)                                          | 3:14.50 | Q        |
| 5     | 3      | 6       | Швейцарія       | Роман Мілюков (48.21) Нілс Лайс (49.02) Ноа Понті (48.70) Антоніо Д'якович (48.79)                                              | 3:14.72 | Q        |
| 6     | 3      | 5       | Нідерланди      | Нільс Корстаньє (48.88) Стан Піненбург (48.01) Том Де Боєр (49.00) Джесс Патс (48.91)                                           | 3:14.80 | Q        |
| 7     | 2      | 0       | Греція          | Апостолос Хрістов (48.65) Крістіан Голомеєв (48.46) Одіссеас Меладініс (49.56) Андреас Вазаос (48.49)                           | 3:15.16 | Q        |
| 8     | 3      | 8       | Угорщина        | Домінік Козма (49.49) Петер Голода (48.90) Себастіан Сабо (48.84) Річард Бохус (48.38)                                          | 3:15.61 | Q        |
| 9     | 1      | 5       | Швеція          | Робін Гансон (48.93) Бйорн Сілігер (48.37) Ісак Еліассон (48.57) Еліас Перссон (49.96)                                          | 3:15.83 |          |
| 10    | 2      | 3       | Польща          | Конрад Черняк (49.30) Бартош Піщорович (48.88) Каспер Стоковскі (49.16) Каспер Машрак (48.78)                                   | 3:16.12 |          |
| 11    | 3      | 3       | Бельгія         | Александр Маркорт (49.58) Джаспер Айренц (49.03) Томас Цінс (49.04) Меулеместер Де (48.97)                                      | 3:16.62 |          |
| 12    | 3      | 1       | Ірландія        | Джек Мак-Міллан (49.12) Джордан Слоан (49.20) Шон Раян (49.02) Макс Мак-Каскер (49.54)                                          | 3:16.88 |          |
| 13    | 3      | 7       | Ізраїль         | Томер Франкел (49.85) Мейрон Амір Черуті (49.18) Деніс Локтєв (49.56) Гал Коен Грумі (49.23)                                    | 3:17.82 |          |
| 14    | 3      | 2       | Україна         | Валентин Нестеркін (49.79) Сергій Шевцов (48.18) Ілля Лінник (50.04) Артем Бондар(50.03)                                        | 3:18.04 |          |
| 15    | 1      | 3       | Туреччина       | Ялім Ачіміс (50.07) Єміцан Гурез (50.10) Батуралп Єнлю (49.33) Дога Челік (49.91)                                               | 3:19.41 |          |
| 16    | 3      | 4       | Литва           | Дейвідас Маргевічюс (50.35) Сімонас Біліс (48.71) Даніїл Пан (50.52) Девід Гамбург (50.13)                                      | 3:19.71 |          |
| 17    | 2      | 1       | Норвегія        | Маркус Ліє (50.06) Нікса Стойковські (49.65) Ніколас Ліа (49.01) Йон Йентведт (51.68)                                           | 3:20.40 |          |
| 18    | 1      | 4       | Люксембург      | Макс Маннес (50.98) Рафаель Стачіотті (51.43) Піт Бранденбургер (50.07) Ральф Далейден (49.14)                                  | 3:21.62 |          |
| 19    | 2      | 5       | Словаччина      | Адам Галас (51.76) Матей Дуса (49.64) Якуб Полячик (52.17) Алекс Кусік(52.42)                                                   | 3:25.99 |          |
| 20    | 3      | 0       | Португалія      | Мігель Дуарте Насіменто (49.66) Діого Філіпе Карвальо (51.62) Алексіс Манакас Сантос (53.87) Франциско Роджеріто Сантос (53.87) | 3:28.52 |          |
| 21    | 2      | 8       | Косово          | Ольт Кондіроллі (55.84) Віган Бутукі (55.26) Дрен Укімерай (57.74) Анті Краснікі (52.92)                                        | 3:41.76 |          |

### Фінал[2]
| Місце | Доріжка | Країна          | Плавці                                                                                                | Час     | Примітки |
| ----- | ------- | --------------- | --- | ------- | -------- |
| 1     | 6       | Росія           | Андрій Мінаков (48.18) Олександр Щоголев (47.64) Владислав Гріньов (47.49) Климент Колесников (47.10) | 3:10.41 |          |
| 2     | 3       | Велика Британія | Томас Дін (48.32) Метью Річардс (48.13) Джеймс Гай (47.92) Данкан Скотт (47.19)                       | 3:11.56 |          |
| 3     | 4       | Італія          | Алессандро Мірессі (47.74) Лоренцо Заззері (48.30) Томас Цеккон (47.98) Мануель Фріго (47.85)         | 3:11.87 |          |
| 4     | 8       | Угорщина        | Нандор Немец (48.41) Себастіан Сабо (48.25) Річард Бохус (48.34) Крістоф Мілак (47.50)                | 3:12.50 |          |
| 5     | 1       | Греція          | Апостолос Хрістов (48.39) Крістіан Голомеєв (47.77) Одіссеас Меладініс (49.09) Андреас Вазаос (48.14) | 3:13.39 |          |
| 6     | 2       | Швейцарія       | Роман Мілюков (48.20) Нілс Лайс (48.53) Ноа Понті (48.57) Антоніо Д'якович (48.11)                    | 3:13.41 |          |
| 7     | 5       | Сербія          | Велімір Степанович (48.72) Урош Ніколич (49.14) Андрей Барна (47.15) Нікола Ачин (48.72)              | 3:13.73 |          |
| 8     | 5       | Нідерланди      | Нільс Корстаньє (48.86) Стан Піненбург (47.79) Том Де Боєр (49.03) Джесс Патс (48.11)                 | 3:13.79 |          |